# James H. McClellan

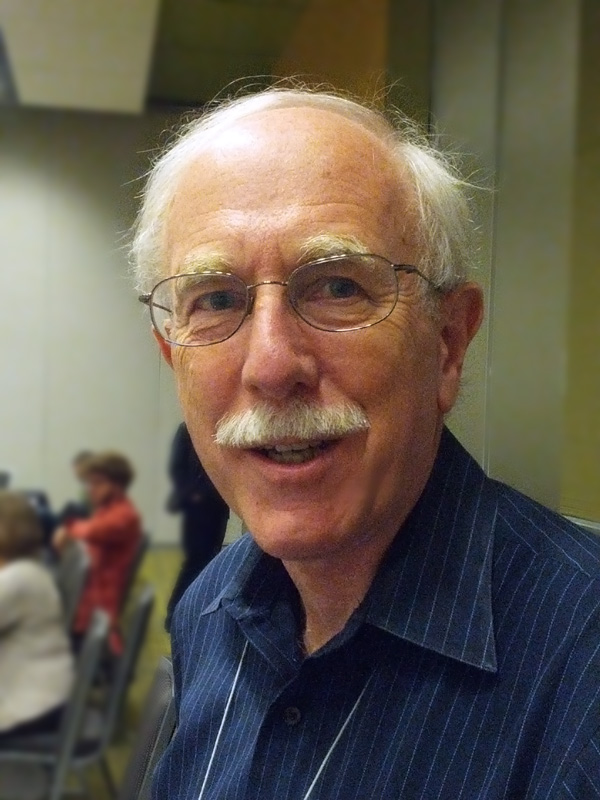
James H. McClellan

James H. McClellan (* 5. Oktober 1947 in Guam, nichtinkorporiertes Territorium der USA) ist ein US-amerikanischer Elektroingenieur und Professor für Signaltheorie am Georgia Institute of Technology. Er leistete unter anderem Beiträge aus dem Bereich der digitalen Signalverarbeitung, insbesondere im Bereich digitaler Filter und deren Entwurfsmethoden. 2004 wurde ihm gemeinsam mit Thomas W. Parks für die Entwicklung des Parks–McClellan-Algorithmus die IEEE Jack S. Kilby Signal Processing Medal verliehen.

## Leben
McClellan schloss sein Studium der Elektrotechnik 1969 mit dem Bachelor von der Louisiana State University ab, 1972 den Master of Science und promovierte 1973 an der Rice University. Von 1973 bis 1975 arbeitete er am Lincoln Laboratory, 1965 wurde er am Electrical Engineering and Computer Science Department des Massachusetts Institute of Technology (MIT) Professor für Elektrotechnik, danach folgten verschiedene Tätigkeiten in der Industrie. Seit 1987 ist er Professor am Georgia Institute of Technology.

## Auszeichnungen
- 1987: IEEE Signal Processing Technical Achievement Award
- 1996: IEEE Signal Processing Society’s Award
- 2004: IEEE Jack S. Kilby Signal Processing Medal

## Schriften (Auszug)
- gemeinsam mit C. M. Rader: Number Theory in Digital Signal Processing, Prentice-Hall, 1979, ISBN 0-8493-7177-5
- gemeinsam mit C. S. Burrus, Alan V. Oppenheim, Thomas W. Parks,  Ronald W. Schafer, H. W. Schuessler: Computer-Based Exercises for Signal Processing Using MATLAB, Prentice Hall, 1998, ISBN 0-13-789009-5
- gemeinsam mit Ronald W. Schafer, M.A. Yoder: Signal Processing First: A Multimedia Approach,  Prentice-Hall, ISBN 0-13-090999-8